# Acricoactis brachyacontis
Acricoactis brachyacontis Larson, 2016 è una specie di celenterato antozoo nella superfamiglia Metridioidea dell'ordine Actiniaria. È l'unica specie del genere Acricoactis e della famiglia Acricoactinidae.

## Descrizione
Acricoactis brachyacontis è stato descritto per la prima volta nel 2016 dallo studioso Paul Larson sulla base di campioni raccolti dall'isola di Adak nelle Isole Aleutine in Alaska. Le caratteristiche peculiari di questo anemone di mare sono la mancanza di uno sfintere marginale, la presenza solo di nematocisti basitriche negli aconzi e sei coppie di mesenteri completi, caratteristiche non riscontrabili in nessuna delle famiglie conosciute. La sequenza dei nucleotidi degli esemplari analizzati ha confermato la scoperta morfologica, indicando le sequenze individuate come sorelle, anziché all'interno, di qualsiasi famiglia monofiletica conosciuta. La nuova specie rappresenta quindi una nuova famiglia, chiamata Acricoactinidae, nonché un nuovo genere monospecifico. Nonostante la mancanza di uno sfintere marginale, gli individui di questa specie possono ritrarre completamente e coprire i loro tentacoli attraverso la contrazione dei normali muscoli circolari nella regione distale della colonna. Varie caratteristiche degli Acricoactinidae sono condivise con specie cuticole (ad esempio, con un solo ciclo di mesentere completo, aconzie ridotte e alcuni mesentere perfetti) e specie acuticolate (ad esempio, con colonna liscia, sottile e una distribuzione in acque poco profonde), ma l'analisi molecolare dei dati raccolti collocano la famiglia nel clade Acuticulata della superfamiglia Metridioidea.

## Tassonomia
Secondo il World Register of Marine Species (WORMS), la famiglia è composta da tre generi:
- Acontiophorum
- Mimetridium Hand, 1961
- Ramirezia